# Lestoidea (geslacht)
Lestoidea is een geslacht van libellen (Odonata) uit de familie van de Lestoideidae.

## Soorten
Lestoidea omvat 4 soorten:
- Lestoidea barbarae Watson, 1967
- Lestoidea brevicauda Theischinger, 1996
- Lestoidea conjuncta Tillyard, 1913
- Lestoidea lewisiana Theischinger, 1996